# Джон Дойл
Джон Дойл (нар. 1797, Дублін — пом. 2 січня 1868, Лондон) — політичний карикатурист, художник та літограф, відомий під псевдонімом HB.

## Життєпис

### Раннє життя та сім'я
Він був старшим сином дублінського торговця шовком і походив з римо-католицької родини, яка в 17 столітті отримала великі маєтки, можливо, в графстві Оффалі або графстві Лаос, а також власний герб, але постраждала за свою релігію і відтоді була позбавлена власності. В юності він навчався малювати пейзажі під керівництвом Гаспаре Габріеллі, а мініатюрні портрети - в школі малювання Королівського Дублінського товариства під керівництвом Джона Комерфорда. У 1805 році він отримав золоту медаль. Йому доручили написати кінні портрети маркізи Сліго та лорда Талбота, ірландського віце-короля, і в 1822 році він створив шість гравюр під назвою «Життя скакового коня». Того ж року він переїхав до Лондона зі своєю дружиною Маріанною Конан. Його картина «Олень, що вивертається» принесла йому визнання, коли її виставили в Королівській академії в 1825 році.
Маріанна померла в 1832 році, народивши сьому дитину. Дойл продовжував виставляти мініатюри до 1835 року, але на той час він мав більший успіх зі своїми політичними карикатурами, що друкувалися за допомогою нового репродуктивного засобу - літографії, починаючи з 1827 року. Вони виходили раз на місяць під час парламентських сесій і виходили протягом двадцяти двох років. Його карикатури здебільшого були точним відтворенням своїх об'єктів, з невеликими перебільшеннями, з саркастичним гумором, часто посилаючись на популярні п'єси. Вони були підписані літерами H. B., складеними з двох J і двох D, ініціалами самого Дойла. До 1840 року він був достатньо заможним, щоб дозволити собі фешенебельний будинок у Гайд-парку, обертаючись у тих самих колах, що й Девід Вілкі, Вальтер Скотт, Семюел Тейлор Колрідж, Чарльз Діккенс, Вільям Мейкпіс Теккерей, Томас Маколей, Томас Мур і Семюел Роджерс, але справжнє ім'я А. Б. залишалося таємницею, що ретельно охоронялася, аж поки він не розкрив його у 1843 році у сімнадцятисторінковому листі до сера Роберта Піла.
Його сини: ілюстратор Джеймс Вільям Дойл Едмунд (1822—1892), художник, ілюстратор і карикатурист Річард Дойл (1824—1883); Генрі Едвард Дойл, (1827—1892) який став директором Національної галереї Ірландії, а також художник Чарльз Алтамонт Дойл (1832—1893), батько сера Артура Конан Дойла, письменника і творця Шерлока Холмса.

### Кар'єра
In the 1840s, at the height of his popularity, indices of H.B.'s prints were published in The Times and by the publisher McLean, but his reputation faded. His later prints were gentle in their humour and drawn in a soft, indistinct style. Thackeray said his cartoons, although clever and witty, were too "genteel" to raise more than a gentlemanly smile – "You will never hear any laughing at 'H. B.'" When he died in 1868, his obituary in The Art Journal did not appear until three months after his death, and a posthumous sale of his sketches at Christie's in 1882 was cancelled for lack of buyers. However, he is considered a founder of the school of British cartoon satirists represented by John Leech, John Tenniel, and his son Richard Doyle, which established the style made famous by Punch magazine. The British Museum has over 900 of his drawings in its collections.
У 1840-х роках, на піку його популярності, покажчики гравюр H.B. публікувалися в «Таймс» та у видавництві Макліна, але його репутація занепала. Його пізніші карикатури відрізнялися м'яким гумором і були намальовані в м'якому, невиразному стилі. Теккерей казав, що його карикатури, хоч і розумні та дотепні, були надто «джентльменськими», щоб викликати щось більше, ніж джентльменську посмішку - «Ви ніколи не почуєте, щоб хтось сміявся над H. B.» Коли він помер у 1868 році, його некролог у «The Art Journal» з'явився лише через три місяці після смерті, а посмертний продаж його ескізів на аукціоні Christie's у 1882 році був скасований через брак покупців. Однак він вважається засновником школи британських карикатуристів-сатириків, представленої Джоном Лічем, Джоном Тенніелом та його сином Річардом Дойлом, які створили стиль, що став відомим завдяки журналу Punch. У колекції Британського музею зберігається понад 900 його малюнків.

### Смерть і спадок
Помер на Мейда-Хілл 2 січня 1868 року і був похований на кладовищі Вест-Норвуд. Серед його синів - ілюстратор Джеймс Вільям Едмунд Дойл (1822-1892), художник, ілюстратор і карикатурист Річард Дойл (1824-1883), Генрі Едвард Дойл (1827-1892), який став директором Національної галереї Ірландії, і художник Чарльз Альтамонт Дойл (1832-1893), через якого він був дідом сера Артура Конан Дойла, письменника і творця Шерлока Холмса.

## Галерея

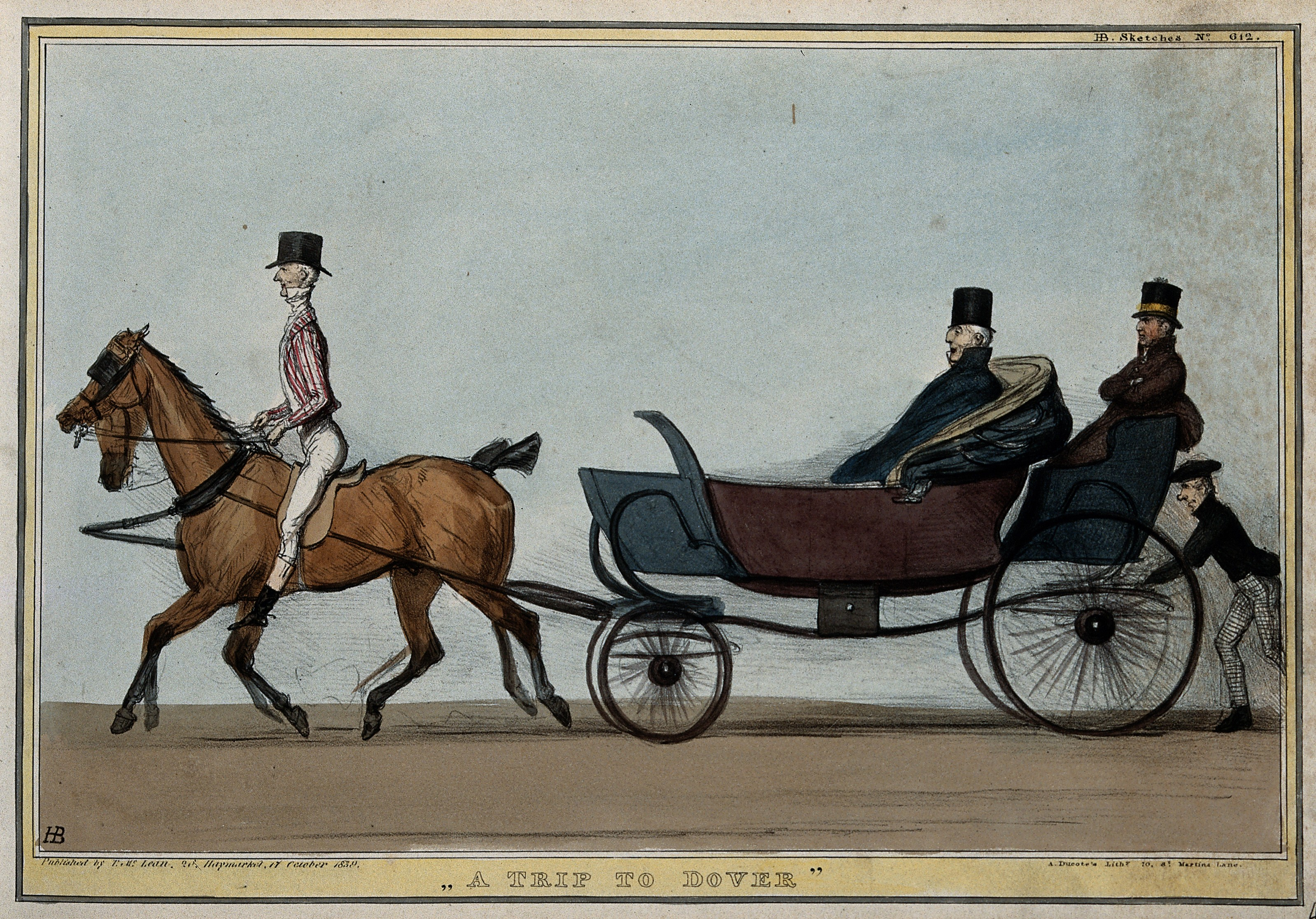
Поїздка до Дувра герцога Веллінгтона та його друзів сера Томаса Бердетта, лорда Ліндхерста і лорда Броугама 17 жовтня 1839 року 17 October 1839
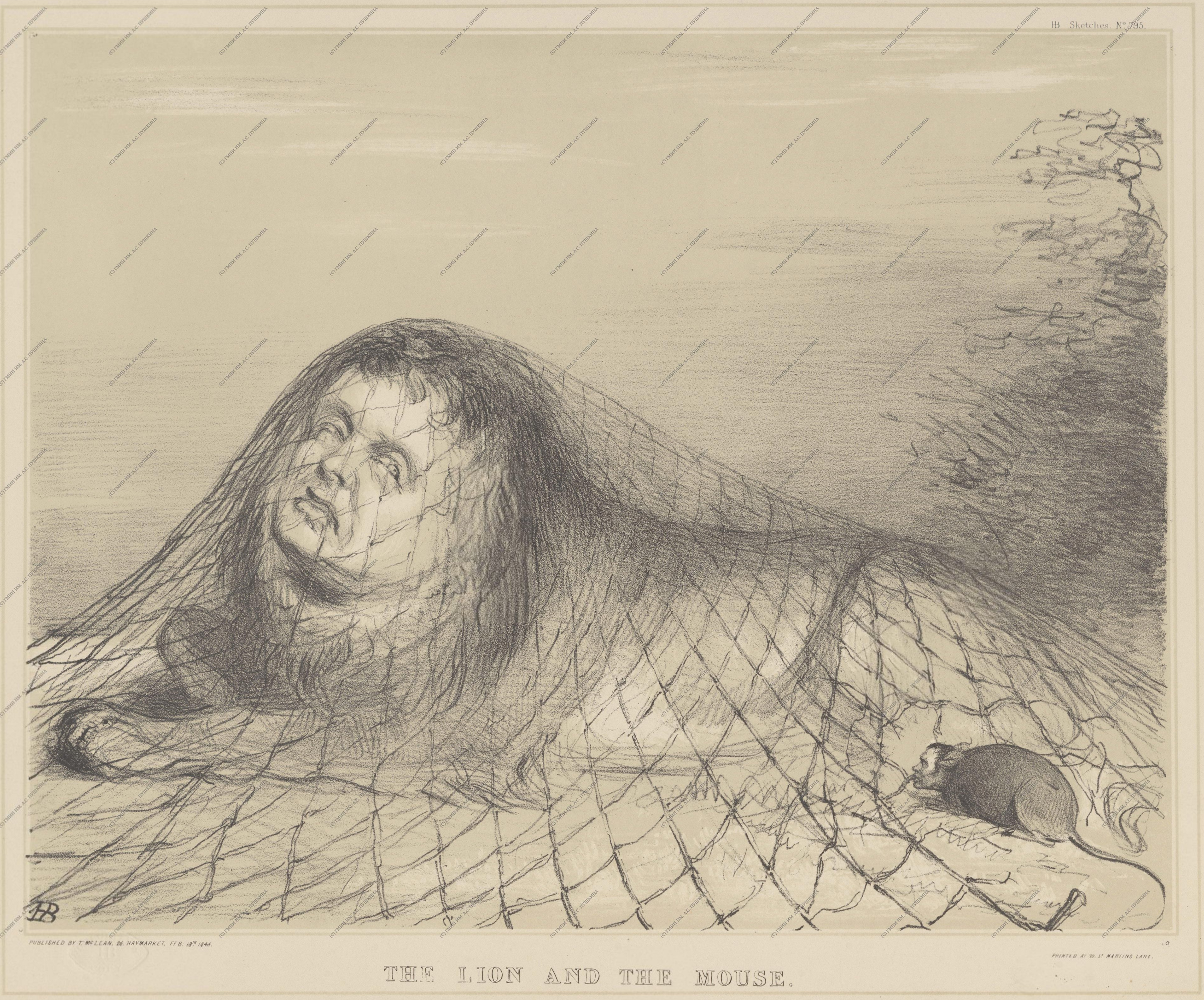
Лев і миша, 1844, із зображенням Деніела О'Коннела і Джона Рассела, 1-го графа Рассела, Музей Пушкіна.
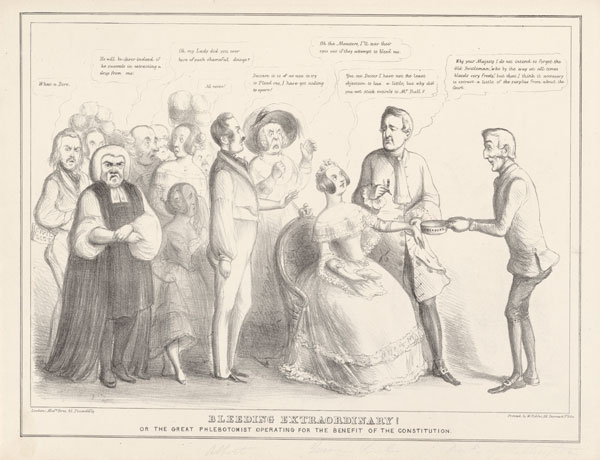
Кровотеча надзвичайна! Або великий флеботолог, що діє на користь конституції, 1843, Музей Пушкіна
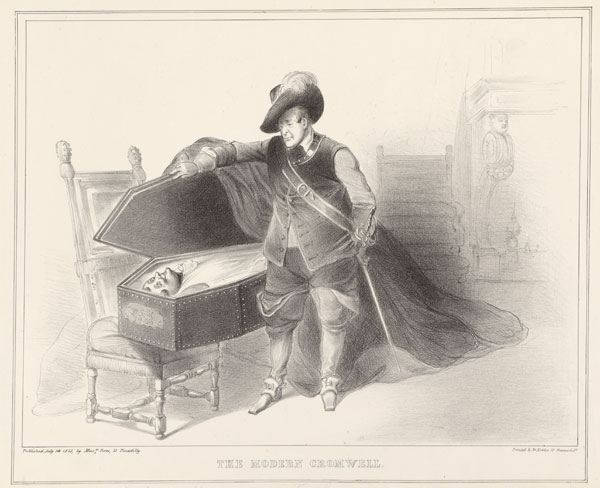
Сучасний Кромвель, 16 липня 1843, Музей Пушкіна